# Яклашкин, Морис Николаевич
Мори́с Никола́евич Якла́шкин (род. 4 августа 1947, Чутеево, Чувашская АССР) — российский хоровой и оперно-симфонический дирижёр, педагог. Художественный руководитель и главный дирижёр Чувашской государственной академической симфонической капеллы. Народный артист Российской Федерации (2004).

## Биография
Морис Яклашкин родился 4 августа 1947 года в селе Чутеево Янтиковского района Чувашской АССР. Отец — Николай Михайлович Яклашкин (1923), фронтовик, учитель, автор книг о родном селе и соседнем Новом Ишино.
В 1966 году окончил музыкальное отделение Канашского педучилища. В 1968—69 годах преподавал музыку в Янтиковской средней школе, в 1973—77 годах — в Канашском педучилище.
В 1973 году окончил музыкально-педагогический факультет Чувашского государственного педагогического института им. И. Я. Яковлева.
В 1982 году окончил Горьковскую государственную консерваторию им. М. И. Глинки в классе профессора А. А. Лебединского.
В настоящее время Морис Яклашкин — руководитель Чувашской академической симфонической капеллы, декан факультета искусств Чувашского государственного университета

## Награды и премии
- Заслуженный деятель искусств Чувашской АССР (1989)
- Заслуженный деятель искусств Российской Федерации (1992)
- Лауреат государственной премии Чувашской Республики (1997)
- Народный артист Российской Федерации (2004)
- Медаль ордена «За заслуги перед Чувашской Республикой» (2007)
- Почётный гражданин города Чебоксары (2008)
- Орден Дружбы (Россия) (2012)[5]
- Почётный гражданин села Чутеево Янтиковского района Чувашии[6]
- Памятная медаль «100-летие образования Чувашской автономной области» (2020)
- Почётный гражданин Чувашской Республики (23 июня 2021) — за выдающиеся заслуги в области музыкального искусства и многолетнюю плодотворную творческую деятельность

## Семья
Дочери Наталья и Елена. 

Наталья Морисовна — музыкант, дирижёр, окончила Нижегородскую государственную консерваторию им. М. И. Глинки, с ноября 2013 года по 2015 год работала директором Чебоксарского музыкального училища им. Ф. П. Павлова.